# Hieracium catenatum
Hieracium catenatum es una especie de planta con flor del género Hieracium, de la familia Asteraceae, orden Asterales.

## Distribución
Hieracium catenatum se distribuye por Ucrania y Bielorrusia.

## Taxonomía
Fue descrita científicamente por A. N. Sennikov. Fue publicada en Bot. Zhurn. (Moscow & Leningrad) 80(3): 82 (1995).